# میت لوف
ماروین لی ایدی (به انگلیسی: Marvin Lee Aday)؛ (۲۷ سپتامبر ۱۹۴۷ – ۲۰ ژانویهٔ ۲۰۲۲) مشهور به میت لوف (به انگلیسی: Meat Loaf) هنرپیشه، آهنگساز و خوانندهٔ راک آمریکایی بود که آثاری مانند خفاش بیرون از جهنم با فروش بیش از ۳۵ میلیون نسخه را در فهرست کارهایش دارد.
میت لوف در سال ۱۹۹۳ و در سی و ششمین مراسم سالیانهٔ جوایز گرمی برندهٔ گرمی «بهترین اجرای آواز راک تکی» شد.

## زندگی‌نامه
میت لوف زاده ۲۷ سپتامبر ۱۹۴۷ در دالاس است. کودکی را در خانواده‌ای که به سبک گاسپل می‌خواندند بزرگ شد و در گروه کُر کلیسا آواز خواند. در اواخر ۱۹۶۰ از دانشگاه اخراج شد و در سال ۱۹۶۷ به لس آنجلس رفت تا به‌دنبال کاری در تئاتر بگردد. اما به‌زودی و پس از آغاز به کار در فیلم موزیکال مو و نمایش در جشنواره شکسپیر، صدایش بیشتر مورد استقبال واقع شد.
او نخستین آلبوم خود به نام خفاش بیرون جهنم را در سال ۱۹۷۷ با نام هنری میت لوف (نام مستعاری که هیچگاه علت این نام‌گذاری را توضیح نداد اما غالباً به سایزش نسبت داده شده‌است) منتشر کرد. سه آهنگ «دو از سه بد نیست»، «بهشت زیر نور چراغ داشبورد» و «تو حرفهات رو از دهان من گرفتی» از این آلبوم جزو ۴۰ آهنگ برتر بودند و این آلبوم راک اپرایی، یکی از پرفروش‌ترین آلبوم‌های آن دهه شد.
درخشش بعدی او در فیلم نمایش تصویر وحشت راکی هنرپیشه قبلی را به‌درستی به یک ستاره راک تبدیل کرد.

## فعالیت‌های موسیقی
میت لوف پس از اینکه در سال ۱۹۸۱ آلبوم زنگ مرده را جدا از جیمی استینمن (نوازنده پیانو) منتشر کرد شایعه‌های پیرامون خراب شدن صدا و همچنین مشکلات جسمی و روحی او منتشر شد. استینمن شکایتی را علیه او به اجرا گذاشت و متعاقب آن همه آلبوم‌ها و آهنگ‌هایش که اندک بودند ناپدید شدند. در سال ۱۹۸۳ آلبوم نیمه‌شب در گمشدگان و یافته‌ها را ارائه کرد. پس از آلبوم‌های نگرش بد در سال ۱۹۸۴ و کور قبل از اینکه بایستم در سال ۱۹۸۶ پرفروش بودند ایدی اعلام کناره‌گیری و شروع به احیای روحی و جسمی خویش کرد.
در سال ۱۹۹۳ او و استینمن برای انتشار آلبوم خفاش بیرون جهنم ۲: بازگشت به جهنم دوباره به هم پیوستند که برترین در جدول آمریکا و بریتانیا شد و بیش از ۲۰ میلیون نسخه فروش کرد. در سال ۱۹۹۵ آلبوم به همسایگی خوش آمدی را بدون استینمن منتشر کرد. میت لوف در سال ۲۰۰۳ آلبوم نمی‌توانسته‌ام بهتر بگویم را منتشر ساخت. سه سال بعد آلبوم خفاش بیرون جهنم ۳: هیولای رها شده بیرون آمد را منتشر کرد.

## فعالیت‌های سینمایی
به استثنای رودی، میت لوف در دهه هشتاد و نود در فیلم‌های ضعیفی ظاهر شد. در اواخر دهه نود، او دوباره با بکارگیری پاتریک سوویزی در فیلم سگ سیاه بر پرده درخشید و با نیرومند، تحسین همگان را برانگیخت که هر دو این کارها برنده بازی عالی شدند. ستاره او بار دیگر اوج گرفت و در نقش‌های پیچیده‌ای از نوع «کلانتر جنوبی نژادپرست» در دیوانه در آلاباما و لاف زن در فیلم جنجالی باشگاه مشت‌زنی در سال ۱۹۹۹ ظاهر شد. در ۲۰۰۶ بار دیگر به عنوان پدر جک بلک در تینیشس دی در پیک سرنوشت که خودش آهنگ متنش را هم ساخته بود، درخشید. او همچنین در فیلم جهش ایمان بازی کرده‌است.

## درگذشت
میت لوف در ۲۰ ژانویه ۲۰۲۲ در سن ۷۴ سالگی درگذشت.

## فیلم‌شناسی

### فیلم
- فیلم راکی هارور (۱۹۷۵)
- شکار لاشخور (۱۹۷۹)
- فشار (۱۹۸۷)
- موتوراما (فیلم) (۱۹۹۱)
- جهان وین (۱۹۹۲)
- جهش ایمان (۱۹۹۲)
- دنیای اسپایس (۱۹۹۷)
- سگ سیاه (۱۹۹۸)
- توانا (۱۹۹۸)
- دیوانه در آلاباما (۱۹۹۹)
- باشگاه مبارزه (۱۹۹۹)
- کانون (۲۰۰۱)
- ایالت پنجاه و یکم (۲۰۰۲)
- ا هول این وان (۲۰۰۴)
- خون رینی (۲۰۰۵)
- تینیشس دی در پیک سرنوشت (۲۰۰۶)
- آتش درخشان (فیلم) (۲۰۱۰)
- لحظه (۲۰۱۳)

### مجموعه تلویزیونی
- پخش زنده شنبه شب (۱۹۷۸ و ۱۹۸۱)
- ایکوالایزر (۱۹۸۵)
- مسابقه حذفی بزرگ (۱۹۸۷)
- قصه‌هایی از سردابه (۱۹۹۲)
- ساوت پارک (۱۹۹۸)
- بتن آسفالتی (۲۰۰۰)
- جشن رقص سال نو دیک کلارک (۲۰۰۷)
- دکتر هاوس (۲۰۰۹)
- مانک (۲۰۰۹)
- دبلیودبلیوئی را (۲۰۱۰)
- گلی (۲۰۱۰)
- نسبتاً قانونی (۲۰۱۲)
- ابتدایی (۲۰۱۷)

## آلبوم‌ها

### استودیو
| نام آلبوم                                             | معنی نام                                    | سال انتشار |
| ۱. Bat Out of Hell                                    | خفاش بیرون جهنم                             | ۱۹۷۷       |
| ۲. Dead Ringer                                        | زنگ مرده                                    | ۱۹۸۱       |
| ۳. Midnight at the Lost and Found                     | نیمه شب در گمشدگان و یافته‌ها                | ۱۹۸۳       |
| ۴. Bad Attitude                                       | نگرش بد                                     | ۱۹۸۴       |
| ۵. Blind Before I Stop                                | کور قبل از اینکه بایستم                     | ۱۹۸۶       |
| ۶. Bat Out of Hell II: Back Into Hell                 | بیرون جهنم ۲: بازگشت به جهنم                | ۱۹۹۳       |
| ۷. Welcome to the Neighborhood                        | به همسایگی خوش آمدی                         | ۱۹۹۵       |
| ۸. Couldn't Have Said It Better                       | نمی‌توانسته‌ام بهتر بگویم                     | ۲۰۰۳       |
| ۹. Bat Out of Hell III: The Monster Is Loose came out | خفاش بیرون جهنم ۳: هیولای رها شده بیرون آمد | ۲۰۰۶       |